# Equação diferencial homogênea
Entre os principais tipos de equações diferenciais ordinárias de primeira ordem encontramos as equações diferenciais homogêneas. O termo homogêneas provem do fato que o lado direito da equação diferencial é, nesse caso, uma função homogênea de  grau qualquer.  Para tais equações, uma substituição de variável conveniente permite reescrever a equação diferencial como sendo uma equação de variáveis separáveis. E então, resolve-se a equação obtida usando o método da separação de variáveis. Por fim, volta-se a variável original de forma a obter a solução em termos da variável primitiva. Essa metodologia, descrita a seguir, permite resolver todas as equações diferenciais ordinárias incluídas nessa classe.

## Definição
Seja {\displaystyle \Omega \subset \mathbb {R} ^{2}} um domínio. Uma equação diferencial ordinária de primeira ordem é dita estar na forma simétrica ou na forma diferencial, se ela é da forma
{\displaystyle P(t,y)dt+Q(t,y)dy=0}, em que {\displaystyle P,Q\in C(\Omega )}.
Uma função {\displaystyle h(t,y)} é dita ser homogênea de grau {\displaystyle m}, se, {\displaystyle \forall \ \xi >0},  
{\displaystyle h(\xi t,\xi y)=\xi ^{m}h(t,y)}.
Uma equação diferencial ordinária é dita ser homogênea de primeira ordem se ela é da forma
{\displaystyle P(t,y)dt+Q(t,y)dy=0,}
em que {\displaystyle P} e {\displaystyle Q} são funções homogêneas de mesmo grau.

### Exemplos
1) {\displaystyle tdy+\left(t{\sqrt {{\frac {y}{t}}-1}}-y\right)dt=0.}
Neste caso {\displaystyle P(t,y)=t{\sqrt {{\frac {y}{t}}-1}}-y} e {\displaystyle Q(t,y)=t} são homogêneas de grau 1.
2) {\displaystyle y'={\frac {(2t+y)y}{t^{2}}}.}
Como {\displaystyle y'={\frac {dy}{dt}}}, segue que
{\displaystyle P(t,y)=-(2t+y)y} e {\displaystyle Q(t,y)=t^{2}}. Note que ambas são homogêneas de grau 2.

## Existência e unicidade
Se {\displaystyle P,Q,\partial _{y}P,\partial _{y}Q\in C(\Omega )} e {\displaystyle Q(t,y)\neq 0} em {\displaystyle \Omega }. Então a equação homogênea de primeira ordem acima  com a condição inicial {\displaystyle y(t_{0})=y_{0}}, tem única solução para qualquer  escolha de {\displaystyle (t_{0},y_{0})\in \Omega } .

## Resolvendo uma equação homogênea de primeira ordem
Faz-se a mudança de variável {\displaystyle y=tu} em que {\displaystyle u} é uma função desconhecida de {\displaystyle t}. Logo, {\displaystyle dy=dtu+tdu}  .
Daí, {\displaystyle {\frac {dy}{dt}}=u+t{\frac {du}{dt}}}. Além disso, {\displaystyle P(t,y)=P(t,tu)=t^{m}P(1,u)} e {\displaystyle Q(t,y)=Q(t,tu)=t^{m}Q(1,u)}.
Substituindo na equação homogênea de primeira ordem obtemos
{\displaystyle t^{m}P(1,u)dt+t^{m}Q(1,u)(udt+tdu)=0}
{\displaystyle (P(1,u)+uQ(1,u))dt+tQ(1,u)du=0}
ou
{\displaystyle {\frac {du}{dt}}=-{\frac {P(1,u)+uQ(1,u)}{Q(1,u)}}{\frac {1}{t}}}.
Que é uma equação separável. A qual pode ser resolvida usando o método da separação de variáveis.